# 海軍総隊
海軍総隊（かいぐんそうたい、旧字体：海󠄀軍總隊󠄁）とは、太平洋戦争末期の1945年4月25日に設置された日本海軍の組織である。海軍総隊は、連合艦隊、各方面艦隊、各鎮守府と警備府、海上護衛総司令部を指揮下に入れ、司令部は海軍の全部隊を指揮する事とされた。
海軍総隊を率いる役職名は海軍総司令長官とされ、連合艦隊司令長官と海上護衛司令長官を兼任した。その補佐役は海軍総隊参謀長となった。初代長官の豊田副武大将は一ヶ月程で転任し、次に任命された小沢治三郎中将は総司令長官就任に伴う大将昇進を固辞した。敗戦後の10月10日に廃止された。

## 概要
従来まで、日本海軍の主力艦艇のほとんどは、連合艦隊に所属していた。しかし、1944年10月のレイテ沖海戦の敗北後、連合艦隊は弱体化し、1945年4月、戦艦大和以下第二艦隊による沖縄突入（海上特攻）で、連合艦隊は事実上壊滅した。生き残った艦船は、燃料不足で活動できなかったため、鎮守府の警備艦に格下げされた。
海上護衛戦力も含めた、内地近海での統一的な兵力運用が求められる状況にあり、昭和20年1月1日付の大海令第36号によって、海上護衛総司令部・鎮守府等の戦力を連合艦隊司令長官の指揮下に置かれていた。指揮系統の更なる効率化と明確化のために、4月25日付の戦時編制改定により、海軍総隊司令部が設置され、海軍総司令長官が指揮を執るとされた。海軍総隊司令部の参謀は、連合艦隊司令部が兼務した。海軍総司令長官には、特別攻撃隊、護衛艦艇の最高指揮官としての役割も求められた。
小沢治三郎中将が就任した後は、南東方面艦隊、南西方面艦隊は小沢長官の指揮系統からはずされて大本営直轄部隊に切り替えられた。これは両方面艦隊司令長官である草鹿任一中将と大川内伝七中将が小沢中将と同期生ながら小沢中将より先任順位が上で、かつ各々の司令部との交通がすでに隔絶しているために両名を更迭して後任を補職することができず、先任者は後任者の指揮下に入れないという日本海軍の慣例によるものであった。

## 海軍総司令長官・参謀長

### 海軍総司令長官
1. （兼）豊田副武 大将：1945年（昭和20年）4月25日[2] - 1945年（昭和20年）5月1日[3] （本職：連合艦隊司令長官）
2. 豊田副武 大将：1945年（昭和20年）5月1日[3] - 1945年（昭和20年）5月29日[4]
3. 小沢治三郎 中将：1945年（昭和20年）5月29日[4] - 1945年（昭和20年）10月10日[5]

### 海軍総隊参謀長
1. （兼）草鹿龍之介 中将：1945年（昭和20年）4月25日[2] - 1945年（昭和20年）5月1日[6] （本職：連合艦隊参謀長）
2. 草鹿龍之介 中将：1945年（昭和20年）5月1日[6] - 1945年（昭和20年）6月25日[7]
3. 矢野志加三 少将：1945年（昭和20年）6月25日[7] - 1945年（昭和20年）9月25日[8]、以後参謀長を置かず。

## 隷下部隊
1945年6月1日時点での編制

### 連合艦隊
- 第1航空艦隊
- 第3航空艦隊
- 第5航空艦隊
- 第10航空艦隊
- 第12航空艦隊
- 第4艦隊
- 第6艦隊
- 第7艦隊
- 附属　　※(艦名)…書類上の在籍艦（いずれも戦没）。
  - 戦艦：(武蔵)、(大和)、(扶桑)、(山城)
  - 航空母艦：(瑞鶴)、(大鳳)、葛城、(信濃)、海鷹
  - 軽巡洋艦：北上、(矢矧)
  - 第22戦隊：第1～4監視艇隊、菊丸
  - 第31戦隊：花月
    - 第17駆逐隊：(浜風)、雪風
    - 第21駆逐隊：初霜
    - 第41駆逐隊：冬月、涼月、宵月、夏月
    - 第43駆逐隊：竹、槇、桐、榧、蔦、椎
    - 第52駆逐隊：杉、樅、樫、檜、楓、萩、梨、楡

  - 第11水雷戦隊：酒匂
    - 第53駆逐隊：桜、楢、椿、柳、橘、欅
    - 駆逐艦：柿、菫、榎、楠、雄竹、初桜、樺

  - 第101航空戦隊
    - 第1001海軍航空隊
    - 第1021海軍航空隊
    - 第1022海軍航空隊
    - 第1081海軍航空隊

  - 第10特攻戦隊：波109
  - 第1駆逐隊：神風、汐風、朝顔
  - 駆逐艦：潮、夕風、波風
  - 標的艦：矢風、摂津、波勝、大浜
  - 第9、11、15輸送艦、第28、30号駆潜艇
  - 第1連合通信隊

### 南東方面艦隊（～1945年5月29日）
- 直属：第14根拠地隊
- 第8艦隊
- 第11航空艦隊
- 附属：第81、84～86警備隊、第8潜水艦基地隊、横須賀鎮守府第8特別陸戦隊、第8通信隊、第8港務部、第101設営隊

### 南西方面艦隊（～1945年5月29日）
- 直属：第26航空戦隊
- 第3南遣艦隊

### 第十方面艦隊
- 直属：第5戦隊：(羽黒)、足柄　　※羽黒は書類上の在籍（1945年5月16日戦没、同年6月20日除籍）。
  - 第25根拠地隊
  - 第27特別根拠地隊
  - 第28根拠地隊
- 第1南遣艦隊
- 第2南遣艦隊
- 第13航空艦隊
- 附属：(五十鈴)、南海　　※五十鈴は書類上の在籍（1945年4月7日戦没、同年6月20日除籍）。
  - 第33、105防空隊、第36、201～203、224、232設営隊

### 支那方面艦隊
- 第2遣支艦隊
- 海南警備府部隊
- 中支那海軍航空隊
- 上海海軍特別陸戦隊
- 上海方面特別根拠地隊
- 揚子江方面特別根拠地隊
- 青島方面特別根拠地隊
- 附属：第108、144号輸送艦
  - 第324、3213設営隊

### 海上護衛総司令部
- 直属：第901海軍航空隊
- 第1護衛艦隊

### 鎮守府・警備府部隊
- 横須賀鎮守府部隊：長門、澤風、天草、四阪、第6、37、74号海防艦、第51、52号駆潜艇、第2魚雷艇隊
  - 横須賀防備戦隊：第1、27、29、33号掃海艇、第42、47、48号駆潜艇
  - 父島方面特別根拠地隊
  - 第1特攻戦隊
  - 第4特攻戦隊：駒橋、第4、45、50号海防艦、第14、44号駆潜艇、第26掃海隊、第112駆潜隊
  - 第20連合航空隊

- 呉鎮守府部隊：榛名、伊勢、日向、天城、龍鳳、鳳翔、第48、77、126号海防艦、第102号哨戒艇、王星丸
  - 呉潜水戦隊：那智丸
    - 第33潜水隊：伊121、伊122、伊155、呂62、呂63、呂64、呂67、波106、波107、波108、波201、波202

  - 呉練習戦隊：八雲、磐手、出雲、利根、大淀
  - 第2特攻戦隊
  - 第21連合航空隊

- 佐世保鎮守府部隊：隼鷹、第44、118、215、219号海防艦、第27魚雷艇隊
  - 第951海軍航空隊
  - 沖縄方面根拠地隊
  - 第3特攻戦隊
  - 第5特攻戦隊：第49、58号駆潜艇
  - 第22連合航空隊

- 舞鶴鎮守府部隊：第35掃海隊
  - 第51戦隊：呂68、呂500、保高、伊唐、伊王、波太、高根、第75、79、87、124、156、158、200、225号海防艦
  - 第105戦隊：響、第12、40、65、112、150、205号海防艦
  - 第23連合航空隊

- 大湊警備府：第47、49、196、221号海防艦、第28掃海隊、第52掃海隊、第15号駆潜艇、大泊、石埼、第二号新興丸、第52砲艇隊
  - 第104戦隊：福江、国後、八丈、笠戸、占守、択捉
  - 第903海軍航空隊

- 鎮海警備府：第48、49掃海艇
  - 羅津方面特別根拠地隊
  - 旅順方面特別根拠地隊

- 高雄警備府
  - 高雄方面根拠地隊
  - 馬公特別根拠地隊
  - 台湾海軍航空隊

- 大阪警備府
  - 第6特攻戦隊：第30、190号海防艦、第104号哨戒艇
  - 第24連合航空隊